# Bactra lancealana
Bactra lancealana là một loài bướm đêm thuộc họ Tortricidae được tìm thấy ở châu Âu. Các loài sâu bướm có sải cánh dài 11–20 mm. và gặp ở tháng 5 đến tháng 10.